# 岡副麻希のほくほくたいむ
『岡副麻希のほくほくたいむ』（おかぞえまきのほくほくたいむ）は、文化放送で2019年1月3日から2020年3月28日（27日深夜）まで放送されたトーク番組である。
当ページでは、同局で2020年4月5日から2021年3月28日まで放送された後継の音楽番組『岡副麻希のほくほくみゅ〜じっく』（おかぞえまきのほくほくみゅーじっく）についても述べる。

## 岡副麻希のほくほくたいむ

### 概要
『めざましどようび』（フジテレビ系列）などに出演しているフリーアナウンサーの岡副麻希にとって初めての冠番組であり、初めてのラジオキー局の番組となる。
番組タイトルは「聴く人を『ほくほく』と暖かい気持ちにしたい、癒しを届けたい」と、岡副自身が命名した。
オススメの楽曲をオンエアしたり、リスナーのお悩みに答えたり、絵本の読み聞かせ（木曜21時台時代）をしたり、ここでしか聴けない素顔の岡副ワールド全開のラジオ番組である。
2020年3月21日（20日深夜）放送分にて、不定期出演の柴田英嗣より、放送枠の移動・拡大と内容リニューアルが発表された。

### 放送日時
- 木曜日 21:00 - 21:30（2019年1月3日 - 3月28日）
- 金曜日 2:00 - 2:30（4月5日 - 9月27日）
- 土曜日 2:30 - 3:00（10月5日 - 2020年3月28日）

## 岡副麻希のほくほくみゅ〜じっく

### 概要
『ほくほくたいむ』のコンセプトを引き継いだうえで、アーティストゲストを迎えるコーナーを設けるなど、音楽番組へとリニューアル。
同枠の前番組『竹中功のアロハな気分』から引き続き、秋田放送と北日本放送で通年ネット。なお『ほくほくたいむ』と同じく収録番組であり、『アロハな気分』やその前番組『キニナル』に存在した番組終盤の文化放送ニュース・天気予報・交通情報（交通情報は年度上半期のみ）は廃止されている。

### 放送日時
- 日曜日 19:00 - 20:00（2020年4月5日 - 2021年3月28日）

## 出演者

### パーソナリティ
- 岡副麻希

### 不定期出演（ほくほくたいむ）
- 柴田英嗣（アンタッチャブル）
  - 『ほくほくみゅ〜じっく』への出演も報じられていたが、スタジオ出演は最後までなかった（最終回に、過去のゲスト…渡邉幸愛、的場華鈴、パーマ大佐とともにコメントを寄せた）。

### アシスタント（ほくほくみゅ〜じっく）
- 坂口愛美（文化放送アナウンサー）
  - 愛媛朝日テレビアナウンサー時代の2019年に、全国高校野球選手権大会中継のリポーターとして出向いた阪神甲子園球場にて、ネット番組『英雄!甲子園〜女子マネ全力会議〜』[5]に向けての取材中だった岡副と対面したことがある。
  - 次番組『卒業アルバムに1人はいそうな人を探すラジオ サンデー』にも引き続き出演。